# Remington Модель 522 Viper
Remington Модель 522 Viper — самозарядна гвинтівка під набій .22 Long Rifle. В конструкції Viper загалом використано полімери; лише ствол, затвор кілька дрібних деталей зроблені зі сталі.

## Особливості
Ложа зроблена з риніту. Довжина ствола становить 20 дюймів, а вага — 4,5 фунти. Гвинтівка має вбудовану рейку для кріплення прицілу. Полімерна ствольна коробка закріплена зі стволом, а приціли прикручені до ствола гвинтами. Місткість магазина становить 10 зарядів. Компанія Remington деякий час випускала магазини на 25 набоїв для гвинтівки Viper, але представлення гвинтівки відбулося лише за кілька місяців до федеральної заборони штурмової зброї 1994 року, а виробництво Моделі 522 було скасовано до закінчення заборони у 2004 році. Ложа не мала антабок для кріплення ременів; їх мали встановити власники або зброярі.
Гвинтівка мала запобіжник розмикання магазина та ручний запобіжник, крім того, після останнього набою затвор утримувався у відкритому стані.
Офіційно об'єм магазина становить 11 набоїв ("в тому числі 1 в патроннику"). Для цього перший набій вручну заряджають в патронник, а потім вставляють магазин на 10 набоїв.

## Історія
Гвинтівка Viper замінила Remington Nylon 66. Перші відгуки були загалом були позитивними, але у багатьох людей виникали проблеми, які так і не змогли побороти. Ранні випуски Viper мали великі сталеві магазини, які часто називали "куленепробивними". Більш пізні моделі Vipers отримали пластикові магазини, які часто викликали проблеми. 
Гвинтівку Viper замінила гвинтівка Remington 597. Через коротку історію виробництва та посереднє сприйняття власниками зброї, ринок аксесуарів Viper так і не з'явився.